# Wer war Edgar Allan?
Pour plus de détails, voir Fiche technique et Distribution.
Wer war Edgar Allan? est un téléfilm autrichien réalisé par Michael Haneke, sorti en 1984.

## Synopsis
Un étudiant allemand en art, sans motivation ni ambition, se rend à Venise où il tente d'échapper à sa réalité ennuyeuse grâce à l'alcool et à la drogue. Son père, qui décède peu de temps après, lui laisse un héritage considérable. Il rencontre un Américain qui se fait appeler Edgar Allan.

## Fiche technique
- Titre : Wer war Edgar Allan?
- Réalisation : Michael Haneke
- Scénario : Hans Broczyner et Michael Haneke d'après le roman de Peter Rosei
- Musique : Ennio Morricone
- Photographie : Frank Brühne
- Montage : Liselotte Klimitscheck
- Production : Wolfgang Ainberger et Alfred Nathan
- Société de production : Neue Studio Film et ZDF
- Pays :  Autriche et  Allemagne de l'Ouest
- Genre : Drame
- Durée : 83 minutes
- Première diffusion : 
  -  Autriche : 12 avril 1984

## Distribution
- Paulus Manker : l'étudiant
- Rolf Hoppe : Edgar Allan
- Guido Wieland : l'avocat
- Renzo Martini : le greffier
- Walter Corradi : l'acolyte
- Otello Fava : Carlo

## Accueil
Lors de sa diffusion en Autriche, le film a fait un énorme flop, enregistrant la plus basse audience de la télévision autrichienne. Le film a néanmoins été présenté l'année suivante dans la section Panorama de la Berlinale 1985 où il a été très apprécié par la critique.